# Heleopera
Heleopera ist eine Gattung von beschalten (Testaten) Amöben (früher als Schalenamöben oder Thecamoeben bezeichnet) in der Gruppe der Tubulinea.

## Beschreibung
Die Schale (Testa, englisch test, früher auch als Theca bezeichnet) ist immer seitlich zusammengedrückt; die Öffnung (engl. aperture) endständig, linsenförmig oder schlitzförmig, mit dünnem, aber deutlichem organischem Rand.
Der Zellkörper erscheint farblos oder gelblich-braun, bei einigen Arten auch rötlich oder violett.
Die Schale (Testa) besteht aus (dank der räuberischen Lebensweise gesammelten) Euglyphiden-Körperplatten in ovaler, kreisförmiger oder rechteckiger Form, auch mineralischen Partikeln von Kieselalgen, wobei diese Materialien oft mit kieseligem (silikatischem) Material überzogen und verstärkt sind. Diese Schuppen können sich oft überlappen und sind in der Aboralregion (seitlich der Öffnung) miteinander verklebt. Solche Zellbestandteile, die nicht selbst produziert werden, sondern von der Beute stammen, nennt man Xenosome.
Es gibt einen einzigen eiförmigen Zellkern.
Die Scheinfüßchen (Pseudopodien) sind von unterschiedlicher Anzahl, dünn fingerartig, auch verzweigt.
Offenbar können sich auch Zoochlorellen im Protoplasma befinden
Habitat: im Allgemeinen Süßwasser-Gebiete.
Typusart ist Heleopera sphagni.

## Artenliste
Zur Gattung Heleopera gehören u. a. folgende Arten (Stand: 17. September 2024):
Gattung Heleopera Leidy, 1879(G,J,N,μ)
- Heleopera amplicolla Jung, 1942(G)
- Heleopera baetica Soler-Zamora, González-Miguéns & Lara, 2021(N) bzw. Soler-Zamora, González-Miguéns & Lara, 2021(G) [Heleopera sp. CSZ-2021a(N)]
- Heleopera cyclostoma Penard, 1902(J)
- Heleopera lata Cash & Hopkinson, 1909(J,μ)
- Heleopera nodosa Wailes, 1912(μ)
- Heleopera lucida (Penard, 1890) Porfirio-Sousa et al., 2023(μ) [Difflugia lucida Penard, 1890(μ)]
- Heleopera penardi Bonnet & Thomas, 1955(J,μ)
- Heleopera petricola Leidy, 1879(J,G,μ)
  - H. petricola var. amethystea(J,μ)
- Heleopera picta Penard(J) – nach NIES ist Heleopera picta Leidy, 1879 ein Synonym von Heleopera sphagni[2](J)
- Heleopera rosea Penard, 1890(G,J,N,μ) – evtl. ein Synonym von Heleopera petricola (es gibt offenbar viele Übergangsformen)(μ)
- Heleopera sabauda Penard, 1908[5]
- Heleopera sordida Penard, 1910(μ)
- Heleopera sphagni Leidy, 1874(G,J,N)[6] – Typusart,[4] nach NIES mit Synonym Heleopera picta Leidy, 1879(J,μ)
- Heleopera steppica Useros & Lara, 2023(N) [Heleopera sp. GRibeiro-2023a(N)]
- Heleopera sylvatica Penard, 1890(G,J,N)

Kandidaten ohne gültige Veröffentlichung mit vorläufigen Bezeichnungen:
- Heleopera sp. Am_tu_Hs01(N)
- Heleopera sp. Am_tu_Hs02(N)
- Heleopera sp. Am_tu_Hs03(N)
- Heleopera sp. Am_tu_Hs04(N)
- Heleopera sp. ATice-2023a(N)

Quellen: Enrique Lara et al. (2008), weiters:
(G)J– Global Biodiversity Information Facility (GBIF)
(J)G– National Institute for Environmental Studies, Japan (NIES)
(N)J– National Center for Biotechnology Information (NCBI)
(μ)J– Microworld

## Heleopera sphagni
Die Schale (Testa, englisch test) der Typusart Heleopera sphagni ist verbreitert bzw. zusammengedrückt eiförmig mit regelmäßigem Umriss, die Chitinmembran ist gelblich (selten bräunlich) gefärbt, mit einem Belag aus unregelmäßigen transparenten Kieselplatten; der Fundus mit wenig Fremdmaterial, oft ohne.
Die Position der Öffnung (englisch aperture) ist (wie für die Gattung charakteristisch) terminal.
Abmessungen: je nach Autor Länge 87–168 µm, 115–128 µm, 100–140 µm oder 80–145 µm; die Breite 50–120 µm; die Tiefe 42–51 µm;, der Durchmesser der Öffnung beträgt 40–45 µm.
Für das Leben des Einzellers scheint eine intrazelluläre Symbiose mit Zoochlorellen notwendig zu sein.
Habitat: Sümpfe mit Torfmoos (Sphagnum).

## Bildergalerie

H. cyclostoma
H. picta
H. rosea
H. sabauda
H. sordida
H. sylvatica
H. sylvytica